# Venture Philanthropie
Venture Philanthropie (englisch „Venture Philanthropy“) bezeichnet einen Ansatz der Philanthropie, der sich stark an unternehmerischen Prinzipien orientiert. Erstmals verwendet wurde der Begriff 1969 von John D. Rockefeller III. Die Venture Philanthropie setzt Private Equity bzw. Risikokapital ein, um soziale, ökologische oder gesellschaftliche Vorhaben zu unterstützen. Anders als Stiftungen oder Spender kann die Venture Philanthropie verschiedenste Finanzierungsformen nutzen, etwa Darlehen und Eigenkapital. Empfänger der bereitgestellten Gelder sind zum Beispiel Non-Profit-Organisationen und Sozialunternehmen. Neben dem finanziellen Engagement unterstützen Vertreter der Venture Philanthropie die geförderten Vorhaben in der Regel auch mit Mentoring, Beratung und Netzwerkkontakten (Drei-Säulen-Modell). Sie nutzen Methoden des Venture Capitals und aus der Wirtschaft, um die jeweilige Organisation über längere Zeit hinweg professionalisieren zu helfen und so deren Arbeit möglichst effektiv zu machen. 
Anders als Investoren im Bereich klassischen Venture Capitals wollen Venture Philanthropen mit ihrem Investment nicht primär Gewinne erwirtschaften. Sie sind vielmehr daran interessiert, im Sinne der Nachhaltigkeit dauerhafte und langfristige Veränderungen  zu fördern.
Die Venture Philanthropie fasste in den 1990er Jahren zuerst in den USA Fuß, als ein maßgebliches Vorbild gilt die 1988 gegründete Robin Hood Foundation. In Europa entstanden unter anderem CAN (1998), Venturesome (2002) und Impetus Trust (2003) in Großbritannien, die Noaber Group (2000) in den Niederlanden, Oltre Venture (2002) in Italien, die Canopus Foundation (1997) und BonVenture (2003) in Deutschland sowie die Good Deed Foundation (2003) in Estland. Seit 2004 besteht die European Venture Philanthropy Association (EVPA), die derzeit rund 100 Mitglieder in ganz Europa zählt.